# John Bernard Fitzpatrick
John Bernard Fitzpatrick (ur. 1 listopada 1812 w Bostonie, Massachusetts, zm. 13 lutego 1866 tamże) – amerykański duchowny katolicki, biskup Bostonu w latach 1846-1866.

## Życiorys
Urodził się w rodzinie przybyłej do USA z Irlandii w 1805 roku. Od najmłodszych lat wyróżniał się talentem do nauki. Ukończył szkoły w Montrealu i Québecu. Był tam profesorem retoryki i literatury pięknej. Ponadto znał biegle łacinę, grekę i język francuski. Od roku 1837 kontynuował studia w Paryżu. Tam też 13 czerwca 1840 otrzymał święcenia kapłańskie. Po powrocie do kraju przez krótki czas był wikariuszem parafii katedralnej w rodzinnym mieście. W roku 1842 mianowany proboszczem w Cambridge.
21 listopada 1843 otrzymał nominację na biskupa koadiutora Bostonu z prawem następstwa. Sakry udzielił mu bp Benedict Joseph Fenwick SJ. W wieku 31 lat był jednym z najmłodszych (prawdopodobnie najmłodszym) biskupów na świecie. Pod nieobecność bpa Fenwicka brał udział w VI Synodzie Prowincjonalnym w Baltimore (1846). Sukcesję przejął 11 sierpnia 1846 roku. Mieszkańcy Bostonu ciepło przyjęli nowego ordynariusza, który pochodził z miejscowego ludu. Jednak czasy, w których przyszło mu rządzić nie były łatwe. Świeckie władze miejskie były bowiem nastawione antykatolicko z powodu rozprzestrzenienia się ruchu Know Nothing. Bp Fitzpatrick starał się łagodzić napięcia i wzywał swych wiernych do pokojowego i cierpliwego znoszenia dyskryminacji. W czasie wojny secesyjnej wspierał prezydenta Lincolna i Unię. Dbał o zapewnienie katolickich kapelanów dla żołnierzy z Massachusetts. Za jego kadencji liczba zarówno księży, jak i kościołów wzrosła z 40 do 300, powstał katolicki sierociniec, szpital i szkoła, a liczba wspólnot religijnych wzrosła pięciokrotnie. Jego słabe zdrowie było przyczyną mianowania w styczniu 1866 roku koadiutora z prawem następstwa, którym został jego przyjaciel ks. John Joseph Williams. Bp Fitzpatrick nie doczekał się jednak jego konsekracji, zmarł bowiem przedwcześnie 13 lutego 1866 roku.